# RŠK Hajduk Sarajevo
RŠK Hajduk Sarajevo bio je bosanskohercegovački sportski klub iz Sarajeva. 

## Povijest
Osnovan je 1912. Za razliku od drugih tadašnjih sarajevskih klubova koji su uglavnom predstavljali jedan narod, Hajduk je bio radnički klub koji je okupljao i predstavljao sve narode Sarajeva. Domaće nogometne utakmice igrao je na igralištu u Skenderiji, uz Sarajevski i Slaviju.
Hazenaška sekcija osnovana je 1920.
Članovi đačke nogometne sekcije koji su bili obiteljski i/ili poslovno vezani za željezničku struku donijeli su 1920. odluku u osnivanju novog kluba zvanog Željezničar koji je osnovan 1921.
Zbog dolaska starijih igrača, nekoliko juniora nogometne sekcije napustilo je Hajduk 1921. te osnovalo nogometnu sekciju Troje.
Godine 1925. Hajduk je imao gimnastičku, hazenašku, nogometnu, planinarsku i teškoatletsku sekciju.
Klupska boja nogometne sekcije 1932. bila je crvena, a klupska adresa Radnički stadion.
Najveći uspjesi nogometnu sekciju su osvajanje prvenstva Sarajevskog nogometnog podsaveza 1920. (ljeto), 1920./21. i 1939./40. Bio je prvi u trenutku prekida prvenstva 1940./41. zbog ratnog stanja. Nastavio je djelovati tijekom NDH.